# Jardin public de Rouïba
Le Jardin Public de Rouiba, parfois appelé Jardin botanique de Rouiba est situé dans la commune de Rouïba dans la banlieue Est d'Alger. Il s'étend sur plus de 3 hectares. Grâce à sa position en plein tissu urbain, il forme un vrai poumon pour la ville de Rouiba.

## Historique

### Création du Jardin
Le Jardin, d'environ 3 hectares, a été tracé en 1934 sur une partie du communal, il occupait une superficie de 10 hectares.
Depuis sa création, le jardin a été peuplé d'un grand nombre d'espèces de plantes courantes, telles que les Troènes, Cupressus sempervirens, Pinus lambertiana, Ficus, Mimosa, Casuarina, Schinus, Phoenix, Cannas, Rosiers, mais aussi, en gros exemplaires quelques-unes moins courantes telles que le Populus Bolleana et l'Acer negundo.

### Remise en état après la Seconde Guerre mondiale
Durant la Seconde Guerre mondiale, le jardin servait à un lieu de casernement où il devait être pratiquement détruit. La remise en état du jardin a été confié à un jardinier florale, Monsieur Vadet, qui a pris soin de le recréer à la Française dans sa rigoureuse symétrie et restaurer la fontaine décorative et son chemin d'eau tout en l'améliorant.

### Dégradation de l'état du jardin durant les années 1990
Le jardin a subi une négligence pendant de longues périodes participant ainsi à la réduction de sa superficie initiale, touchant à son agencement harmonieux et laissant dérière une végétation effacée derrière des piliers en béton érigés à la limite des surfaces en matériaux synthétiques.
Des actions de préservation pour la réhabilitation du jardin public ont été menées par des jeunes bénévoles natifs de Rouïba adhérents à l’Association Ecologique de Boumerdès (AEB) en installant un bureau au sein du jardin lors des Floralies du 5 juin 1996 sous autorisation de l’APC: cette association a réussi à attirer l’attention des pouvoirs publics mais l’initiation par l’ APC d’ un projet d’aménagement aux contours farfelus dont les travaux ont carrément hypothéqué la vocation, voire la survie, de ce fleuron de l’écosystème urbain. En fait, depuis plus d’une dizaine d’années, des quantités considérables de béton ont été injectées avec désinvolture sur les racines de cette richesse biologique. En outre, les choses se sont bien aggravées depuis, face à la démission de l’APC par rapport au sort de ce chantier, dans un sens ou dans un autre.

### Réhabilitation et réouverture du jardin au public
Après les travaux de réhabilitation, le jardin a rouvert ses portes en 2015. le quotidien algérien L'expression illustre la réussite du travail de réhabilitation et de la remise en valeur : « Ce jardin botanique qui s'étale sur plusieurs hectares et qui renferme une riche variété florale, dont certaines espèces rares sont protégées par les conventions internationales, a rouvert ses portes pour redevenir le paradis qu'il était! Un mini «Central-Park» avec des bambins qui s'amusent en face des joggeurs et des pique-niqueurs. Qui aurait cru, il n'y a pas si longtemps que de jeunes Rouibéens pouvaient aller faire du «footing» ou piquer un petit somme dans ce jardin sans aucun problème ? »

## Espèces végétales
Les espèces végétales ont été répertoriées en août 1996 par MERZOUKI Yamina, Ingénieur Agronome, et identifiées avec l’aide de Monsieur BELOUED Abdelkader, au niveau de la salle de l’herbier du département de botanique de l’Institut National Agronomique d’El Harrach. Un rapport de dix pages sur l’inventaire des espèces végétales du jardin public de Rouïba a été élaboré (Référence « Le Bon Jardinier ») en citant le nom commun, nom scientifique, famille, origine et nombre de pieds des 80 espèces végétales recensées ainsi leur répartition détaillée dans les différents endroits du site d’étude. MERZOUKI Yamina a enregistré la présence de plusieurs espéces et a noté la présence d’un seul échantillon représentatif des espèces suivantes : Arbre de Judée, Micocoulier, Cordia, Frêne à fleurs, Freylinia, Troène du Japon, Cajeput, Myoporum, Belambra, Platane d’orient, Sophora du Japon, Sophora à deux fleurs et Tithonia.